# Михно, Сергей Дмитриевич
Сергей Дмитриевич Михно (1854—1919) — генерал-лейтенант русской императорской армии, герой Первой мировой войны.

## Биография
Родился 26 января (7 февраля) 1854 года. Происходил из дворян Черниговской губернии: отец — отставной генерал-майор Дмитрий Михайлович Михно (1821—01.11.1904); мать — Екатерина Семёновна (10.02.1822—08.05.1901).
Воспитывался во 2-й Московской военной гимназии, из которой 9 августа 1872 года был зачислен в 1-е военное Павловское училище. Выпущен из училища 4 августа 1875 года прапорщиком в 3-ю полевую пешую артиллерийскую бригаду; 9 декабря 1876 года произведён в подпоручики.
В 1877—1878 годах принимал участие в русско-турецкой войне, за отличие был награждён орденом Св. Анны 4-й степени и 18 декабря 1878 года произведён в поручики.
29 ноября 1882 года получил чин штабс-капитана и 21 ноября 1884 года назначен младшим офицером Московского пехотного юнкерского училища; 28 февраля 1886 года переведён во 2-й Московский кадетский корпус на должность воспитателя; 24 апреля 1888 года произведён в капитаны и 21 апреля 1891 года — в подполковники. С 31 января 1895 года был ротным командиром 2-го Московского кадетского корпуса, 2 апреля 1895 года произведён в полковники. С 1 июня 1901 года командовал батальоном в 9-м пехотном Староингерманландском полку.
27 ноября 1902 года Михно был назначен командиром 222-го Шацкого резервного батальона; 10 января 1904 года этот батальон был переформирован в полк и Михно оставался на должности командира полка до 7 декабря, когда был произведён в генерал-майоры и назначен командиром бригады 77-й пехотной дивизии. С 11 августа 1906 года командовал 2-й бригадой 3-й пехотной дивизии, а с 28 марта 1907 года — 1-й бригадой 2-й гренадерской дивизии.
31 декабря 1913 года Михно получил чин генерал-лейтенанта и был назначен начальником 7-й пехотной дивизии, во главе которой принял участие в Первой мировой войне.
Высочайшим приказом от 25 октября 1914 года генерал Михно был награждён орденом Св. Георгия 4-й степени
За участие его с тремя полками своей дивизии в боях 13 и 14 октября 1914 года у Боже и Боска Воля с целью оказать помощь одному из корпусов, находившемуся в трудном положении, и за выручку сего последнего от грозившей ему опсаности быть обоёдённым.
9 марта 1915 года он был удостоен Георгиевского оружия
За то, что, будучи назначен на 19 авг. 1914 г. начальником арьергарда для прикрытия отхода армейского корпуса на новую линию сосредоточения, блестяще выполнив эту задачу, отбив все атаки австрийцев и отбросив их на пушечный выстрел от своей позиции, после чего корпус получил полную возможность спокойно и в порядке отойти, не оставив неприятелю трофеев.
С 29 мая 1916 года Михно состоял в резерве чинов при штабе Петроградского военного округа.
После Октябрьской революции он уехал в Москву, где скончался 15 февраля 1919 года.
Его сын Владимир был подполковником и также за отличия в Первой мировой войне награждён орденом св. Георгия 4-й степени.

## Награды
Среди прочих наград Михно имел ордена:
- Орден Святой Анны 4-й степени (1879 год)
- Орден Святого Станислава 3-й степени (1883 год)
- Орден Святой Анны 3-й степени (1886 год)
- Орден Святого Станислава 2-й степени (1891 год)
- Орден Святой Анны 2-й степени (14 мая 1896 года)
- Орден Святого Владимира 4-й степени (1900 год)
- Орден Святого Владимира 3-й степени (1901 год)
- Орден Святого Станислава 1-й степени (1906 год)
- Орден Святой Анны 1-й степени (1910 год)
- Орден Святого Георгия 4-й степени (25 октября 1914 года)
- Георгиевское оружие (9 марта 1915 года)